# Loyalhanna Creek
Le Loyalhanna Creek est un cours d'eau des États-Unis d'une longueur de 80 km de long qui coule dans l’État de la Pennsylvanie. Il est un affluent de la Kiskiminetas, dans le bassin du Mississippi.

## Watershed
Durant des décennies, avant les années 2000, l'extrémité inférieure de Loyalhanna Creek, commençant au-dessus de Latrobe, était colorée en rouge à cause de l'acide provenant des mines. Les roches de la région sont encore tachées de rouge. Au cours des années suivantes, avec l’augmentation de la sensibilité environnementale, un bassin d’assainissement a été installé près de St. Vincent College qui élimine 90% de l'oxyde de fer de l'eau.

## Source de la traduction
- (en) Cet article est partiellement ou en totalité issu de l’article de Wikipédia en anglais intitulé « Loyalhanna Creek » (voir la liste des auteurs).